# Adjela (Ngoyla)
Adjela est un village du Cameroun situé dans la région de l’Est, le département du Haut-Nyong et la commune de Ngoyla.

## Population
Le village d'Adjela comporte 9 habitants, dont 4 hommes et 5 femmes.
Ce village fait partie de la ville de Ngoyla, créée en 1995. 

## Religion
- Christianisme Catholique
- Christianisme Protestant
- Islam